# Collusione
La collusione è un accordo fraudolento stipulato tra varie parti, al fine di ottenere reciproci vantaggi. Il termine viene utilizzato in diritto per riferirsi ad accordi illeciti.
Quando diverse imprese stipulano tale accordo, detto accordo collusivo, esse formano un cartello. Tale è ad esempio l'Organizzazione dei Paesi esportatori di petrolio, o altri casi di accordi tra compagnie multinazionali del settore alimentare. Esso è nella maggior parte dei casi di tipo tacito (collusione tacita): le imprese cessano di farsi concorrenza sul prezzo al fine di massimizzare il profitto incrementando la leva della produttività o della ricerca e sviluppo di nuovi prodotti/servizi.

## La collusione nella microeconomia
Nella microeconomia, quando nel mercato opera un elevato numero di aziende, ognuna delle quali però non ha un effetto trascurabile sul prezzo, si utilizza il termine oligopolio, scenario in cui i concorrenti possono intraprendere varie strategie, competendo (eventualità esaminata da modelli come il duopolio di Cournot o il duopolio di Stackelberg) o cooperando nella formazione di un cartello, ovvero di un accordo per stabilire il livello di output e di prezzo più conveniente ai fini della massimizzazione del profitto, che poi provvederanno a dividersi.
Per comprendere gli effetti di questo comportamento si può analizzare una situazione semplificata, nella quale due aziende (duopolio) producono lo stesso identico prodotto. {\displaystyle P(Y_{1}+Y_{2})} è la funzione di domanda inversa, che mostra la relazione tra il livello di output {\displaystyle Y} immesso sul mercato dalle due imprese e il prezzo {\displaystyle P} con cui può essere venduto. La somma dei ricavi delle due imprese è uguale alla moltiplicazione tra il prezzo e la somma degli output {\displaystyle P(Y_{1}+Y_{2})[Y_{1}+Y_{2}]}. I profitti complessivi si calcolano con la differenza tra i ricavi e il costo sostenuto dalle due imprese per produrre quel livello di output ({\displaystyle C_{1}(Y_{1})} e {\displaystyle C_{2}(Y_{2})}).
{\displaystyle \pi =P(Y_{1}+Y_{2})[Y_{1}+Y_{2}]-C_{1}(Y_{1})-C_{1}(Y_{2})}
Ovviamente i due produttori presi in esame hanno intenzione di massimizzare il profitto del cartello e devono pertanto scegliere quale sia la quantità opportuna di output da produrre. Per trovare il punto di massimo profitto, è necessario applicare il teorema di Fermat sui punti stazionari per le funzioni a più variabili e porre la derivate parziali del profitto complessivo del cartello uguali a 0. Per farlo, bisogna ricordare che la derivata prima della funzione costo di un'azienda è uguale alla funzione costi marginali {\displaystyle {\frac {dC(Y)}{dY}}=MC(Y)}.
{\displaystyle {\begin{cases}{\frac {d\pi }{dY_{1}}}=0\\{\frac {d\pi }{dY_{2}}}=0\end{cases}}}
{\displaystyle {\frac {d\pi }{dY_{1}}}=0\Rightarrow {\frac {dP(Y_{1}+Y_{2})}{d(Y_{1}+Y_{2})}}(Y_{1}+Y_{2})+P(Y_{1}+Y_{2})-{\frac {dC_{1}(Y_{1})}{dY_{1}}}=0}{\displaystyle \Rightarrow {\frac {dP(Y_{1}+Y_{2})}{d(Y_{1}+Y_{2})}}(Y_{1}+Y_{2})+P(Y_{1}+Y_{2})-MC_{1}(Y_{1})=0}{\displaystyle \Rightarrow {\frac {dP(Y_{1}+Y_{2})}{d(Y_{1}+Y_{2})}}(Y_{1}+Y_{2})+P(Y_{1}+Y_{2})=MC_{1}(Y_{1})}
{\displaystyle {\frac {d\pi }{dY_{2}}}=0\Rightarrow {\frac {dP(Y_{1}+Y_{2})}{d(Y_{1}+Y_{2})}}(Y_{1}+Y_{2})+P(Y_{1}+Y_{2})-{\frac {dC_{2}(Y_{2})}{dY_{2}}}=0}{\displaystyle \Rightarrow {\frac {dP(Y_{1}+Y_{2})}{d(Y_{1}+Y_{2})}}(Y_{1}+Y_{2})+P(Y_{1}+Y_{2})-MC_{2}(Y_{2})=0}{\displaystyle \Rightarrow {\frac {dP(Y_{1}+Y_{2})}{d(Y_{1}+Y_{2})}}(Y_{1}+Y_{2})+P(Y_{1}+Y_{2})=MC_{2}(Y_{2})}
Si può constatare che il punto di massimo profitto è raggiunto dalle due imprese quando i costi marginali di entrambe sono uguali tra di loro, visto che i ricavi marginali (primi membri delle due equazioni finali) sono uguali. Ciò dimostra che, se una delle due aziende ha, a parità di output, costi marginali superiori, sarà costretta in questo scenario a produrre un livello di output inferiore.
Il vero problema dei cartelli è la ragionevole tentazione delle aziende di violare gli accordi stipulati producendo una quantità superiore a quella stabilita, tentazione che può essere inoltre rafforzata dal sospetto che anche l’altra azienda stia assumendo lo stesso comportamento ingannevole. Del resto si può dimostrare con la stessa funzione di profitto dell'impresa 1 {\displaystyle \pi _{1}} che aumentare il proprio output conviene sempre a queste condizioni. Infatti la derivata prima della funzione profitto dell'impresa 1 rispetto alla variabile output y è positiva.
{\displaystyle \pi _{1}=P(Y_{1}+Y_{2})Y_{1}-C_{1}(Y_{1})}
{\displaystyle {\frac {d\pi _{1}}{dY_{1}}}={\frac {dP(Y_{1}+Y_{2})}{d(Y_{1}+Y_{2})}}(Y_{1})+P(Y_{1}+Y_{2})-MC_{1}(Y_{1})}
La derivata di {\displaystyle \pi _{1}} è uguale alla derivata parziale di {\displaystyle \pi } per {\displaystyle Y_{1}} meno il prodotto tra {\displaystyle Y_{2}} e la derivata del prezzo, quindi
{\displaystyle {\frac {d\pi }{dY_{1}}}=0\Rightarrow {\frac {dP(Y_{1}+Y_{2})}{d(Y_{1}+Y_{2})}}(Y_{1})+{\frac {dP(Y_{1}+Y_{2})}{d(Y_{1}+Y_{2})}}(Y_{2})+P(Y_{1}+Y_{2})-MC_{1}(Y_{1})=0}{\displaystyle \Rightarrow {\frac {dP(Y_{1}+Y_{2})}{d(Y_{1}+Y_{2})}}(Y_{1})+P(Y_{1}+Y_{2})-MC_{1}(Y_{1})=-{\frac {dP(Y_{1}+Y_{2})}{d(Y_{1}+Y_{2})}}(Y_{2})\Rightarrow {\frac {d\pi _{1}}{dY_{1}}}=-{\frac {dP(Y_{1}+Y_{2})}{d(Y_{1}+Y_{2})}}(Y_{2})}
Visto che la curva di domanda di mercato è decrescente e dunque la derivata del prezzo, che ne rappresenta l’inclinazione, è negativa e l'output dell'impresa 2 è certamente positivo, la derivata prima della funzione profitto è positiva, quindi all'azienda 1 conviene aumentare il suo output, anche se ciò viola le regole del cartello. Fatte queste considerazioni, appare evidente che, per evitare questa eventualità, è necessario controllare l'operato delle imprese che partecipano al cartello ed escogitare dei deterrenti per indurle a non aumentare fraudolentemente il loro output.